# Nepokoje v Anglii (2011)

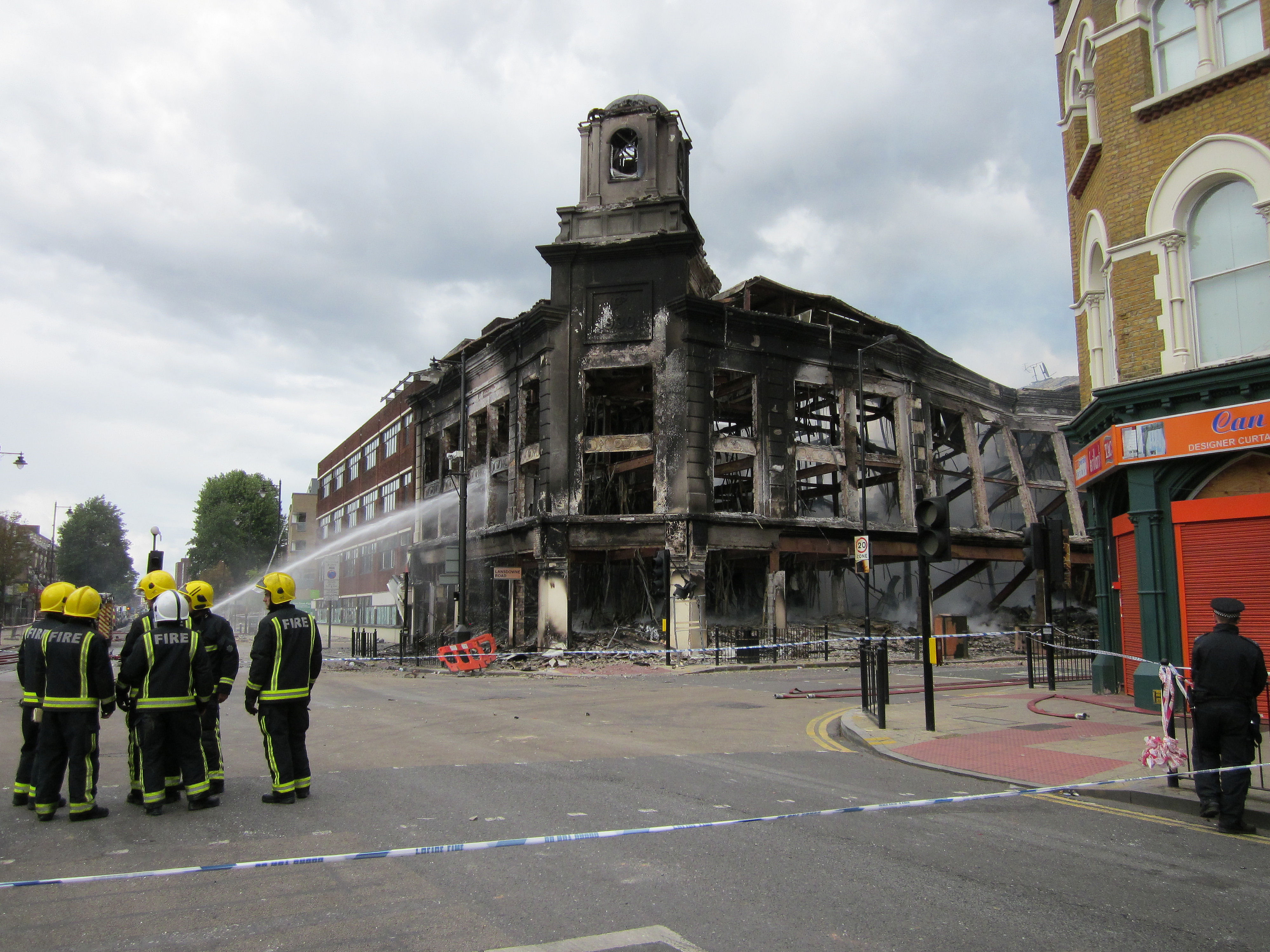
Hasiči dohašují obchod v Londýně vypálený při nepokojích

Nepokoje v Anglii vypukly 6. srpna 2011 poté, co byl londýnskou Metropolitní policií zastřelen Mark Duggan, Brit s imigrantskými kořeny. Z Londýna se rozšířily i do dalších měst v Anglii, trvaly až do 11. srpna, byly způsobeny značné škody v důsledku rabování a pět lidí při nich zemřelo. 3100 lidí bylo zatčeno, 1000 bylo souzeno a byly jim uděleny tvrdé tresty.
41% odsouzených za nepokoje byli běloši, 39% byli černoši, 12% smíšené rasy, 6% Asiaté a 2% jiné etnické skupiny. Podle deníku The Guardian bylo rabování způsobeno „sociálním vyloučením.“
V roce 2014 bylo zastřelení Duggana londýnským soudem prohlášeno za oprávněné.